# Sonic and Sega All-Stars Racing
 (février 2025).
Si vous disposez d'ouvrages ou d'articles de référence ou si vous connaissez des sites web de qualité traitant du thème abordé ici, merci de compléter l'article en donnant les références utiles à sa vérifiabilité et en les liant à la section « Notes et références ».
Sonic and Sega All-Stars Racing est un jeu vidéo de course développé par Sumo Digital pour Sega. Il sort en février 2010. Sonic et les personnages phare de Sega s'affrontent les uns contre les autres à l'aide de techniques et d'armes dans différents circuits issus de leurs univers respectifs.
Le jeu se compose d'une vingtaine de personnages et de vingt-quatre circuits répartis dans six univers différents. Il est possible de jouer jusqu'à quatre joueurs sur la même console, ou jusqu'à huit joueurs via le mode en ligne.
Une suite sort en 2012, intitulée Sonic and All-Stars Racing Transformed, elle propose d'alterner la conduite sur terre, sur la mer et dans les airs.

## Univers

### Personnages
Le jeu met à la disposition du joueur vingt-quatre personnages au total, la majorité d'entre eux étant issus de franchises Sega. Parmi eux, certains sont à débloquer, tandis que d'autres sont exclusifs à un support spécifique ou encore obtenable via contenu additionnel payant sur PlayStation 3 et Xbox 360.
| Personnage             | Issu de                         | Personnage                 | Issu de               |
| ---------------------- | ------------------------------- | -------------------------- | --------------------- |
| Sonic the Hedgehog     | Sonic the Hedgehog              | Zobio & Zobiko             | The House of the Dead |
| Miles « Tails » Prower | Sonic the Hedgehog              | Jacky Bryant & Akira Yuki  | Virtua Fighter        |
| Knuckles the Echidna   | Sonic the Hedgehog              | Ulala                      | Space Channel 5       |
| Amy Rose               | Sonic the Hedgehog              | BD Joe                     | Crazy Taxi            |
| Dr. Eggman             | Sonic the Hedgehog              | Alex Kidd                  | Alex Kidd             |
| Shadow the Hedgehog    | Sonic the Hedgehog              | Ryo Hazuki                 | Shenmue               |
| Big the Cat            | Sonic the Hedgehog              | Chuchus                    | ChuChu Rocket!        |
| Metal Sonic (DLC)      | Sonic the Hedgehog              | Mobo & Robo                | Bonanza Bros.         |
| AiAi                   | Super Monkey Ball               | Opa-Opa                    | Fantasy Zone          |
| Billy Hatcher          | Billy Hatcher and the Giant Egg | Banjo & Kazooie (Xbox 360) | Banjo-Kazooie         |
| Amigo                  | Samba de Amigo                  | Avatar (Xbox 360)          | Xbox 360              |
| Beat                   | Jet Set Radio                   | Mii (Wii)                  | Wii                   |

### Circuits
Le titre comprend un total de vingt-cinq circuits et trois arènes répartis entre six univers de grandes licences Sega. Parmi les circuits, huit d'entre eux sont disponibles dès le début  du jeu tandis que seize autres sont à débloquer et un est obtenable via contenu additionnel payant sur les versions PlayStation 3 et Xbox 360.
| Sonic the Hedgehog — Sonic Heroes      | Sonic the Hedgehog — Sonic Heroes   | Sonic the Hedgehog — Sonic Heroes     | Billy Hatcher & The Giant Egg     |
| Seaside Hill                           | Casino Park                         | Final Fortress                        | Billy Hatcher & The Giant Egg     |
| -------------------------------------- | ----------------------------------- | ------------------------------------- | --------------------------------- |
| Lagon de la Baleine                    | Rue de la Roulette                  | Circuit à Moteur                      | Vallée de Glace                   |
| Palais Perdu                           | Autoroute du Flipper                | Arsenal Démoniaque                    | Bastion Lugubre                   |
| Ruines Englouties                      | Fête du Bingo                       | Pont du Tonnerre                      | Crypte Volcanique                 |
| Super Monkey Ball                      | Samba de Amigo                      | The House of the Dead                 | Jet Set Radio                     |
| Canopée                                | Tour du Soleil                      | Forêt de l'Effroi                     | Shibuya Centre                    |
| Désert du Pharaon                      | Défilé à Ressort                    | Souterrain Putride                    | Colline Rokkaku                   |
| Cible Singe                            | Montagnes Russes                    | Route Dangereuse                      | Autoroute Zéro                    |
| Arènes                                 | Arènes                              | Arènes                                | DLC                               |
| Promenade (Seaside Hill, Sonic Heroes) | Rampes du Singe (Super Monkey Ball) | Kiosque Hanté (The House of the Dead) | Egg Hangar (Sonic the Hedgehog 2) |

Dans la version Nintendo DS, les circuits Tour du Soleil et Montagnes Russes sont remplacés par Studio Amigo et 1 2 3 Soleil. De même, le circuit Palais Perdu et l'arène Kiosque Hanté se nomment respectivement Paradis Perdu et Les Oubliettes.
Enfin, certains circuits ont été repris et revisités dans des épisodes postérieurs de la série :
- Dans Sonic & All-Stars Racing Transformed : Rue de la Roulette, Tour du Soleil, Shibuya Centre et Egg Hangar.
- Dans Team Sonic Racing : Lagon de la Baleine, Palais Perdu, Rue de la Roulette, Autoroute du Flipper, Fête du Bingo, Circuit à Moteur, Arsenal Démoniaque et Pont du Tonnerre.
- Dans Sonic Racing: Crossworlds : Rue de la Roulette.

### Objets
Bouclier : créer une barrière temporaire pouvant bloquer n'importe quelle attaque ou obstacle. Ne peut bloquer qu'une seule fois et disparaît après.
Boost : vous donne une brève accélération.
Triple Boost : en activant les trois en même temps, l'accélération dure plus longtemps.
Gant de Boxe : lancer un projectile rectiligne pouvant ricocher sur les barrières du circuit. Sera détruit au bout d'un certain nombre de ricochets ou s'il touche un obstacle ou un adversaire en le faisant partir en tête-à-queue. Peut être également lancer par derrière.
Triple Gant de Boxe : en activant les trois en même temps, que ce soit par devant ou par derrière, ils partiront dans 3 directions différentes.
Roquette : lancer un projectile ciblé sur l'adversaire vous précédant. Fait renverser l'adversaire qu'il touche. Peut être détruit par un obstacle ou une arme. Peut être lancé par derrière tout en ciblant l'adversaire vous suivant.
Triple Roquette : en activant les trois en même temps, il formeront une ligne et cibleront chacun un adversaire vous précédant ou vous suivant.
Étoile Tourbillonnante : lancer un projectile ciblé sur l'adversaire vous précédant. Fait partir en tête-à-queue l'adversaire qu'il touche et renverse son écran. Peut être détruit par un obstacle ou une arme.
Mine : laisser un explosif derrière vous qui explosera au moindre contact ou au bout d'un certain temps. Fait partir en tête-à-queue toute adversaire le touchant.
Triple Mine : en activant les trois en même temps, ils seront alignés rendant l'esquive plus compliquée.
Arc-En-Ciel : laisser derrière vous un arc-en-ciel qui aveuglera et fera partir en tête-à-queue les adversaires le traversant. Peut être détruit par une arme.
Fusée Géante : lancer un immense projectile télécommandé à distance. Fait partir en tête-à-queue tout adversaire se trouvant sur son chemin. Après avoir appuyé sur la télécommande, le projectile explose dans un grand rayon et renverse les adversaires se trouvant dedans.
Klaxon Géant : puissant moyen de défense qui créer une onde sonore faisant partir en tête-à-queue tout adversaire qui sont trop proches. Peut également détruire toutes les autres armes.

## Système de jeu

### Généralités
Sonic & Sega All-Stars Racing est un jeu de course dont le principe est globalement similaire à la série Mario Kart. Le joueur doit finir à la meilleure place possible de la course dans laquelle il peut ramasser différents bonus pour accélérer, ralentir ses concurrents ou se protéger. Les bonus sont communs à tous les personnages sauf un, le plus puissant, nommé « All Star », qui permet de progresser très rapidement dans la course et de provoquer beaucoup de dégâts aux concurrents. Chaque « All Star » est spécifique au personnage et en rapport avec son univers.
Toutefois, Sonic & Sega All-Stars Racing accorde plus d'importance que Mario Kart aux dérapages : les dérapages permettent au joueur de disposer d'un bonus de vitesse s'ils sont suffisamment long et leur maîtrise est souvent cruciale dans le déroulement d'une course.
Pour débloquer les personnages, les circuits ou les musiques du jeu, il faut dépenser des « Sega » Miles dans la boutique du jeu. Les Sega Miles s'obtiennent en jouant aux différents modes de jeu, et la quantité attribuée dépend du temps passé et de la performance du joueur.
Le jeu possède quelques différences selon la console sur laquelle il est publié :
- Sur Xbox 360, le duo de personnages de Rare Banjo et Kazooie de la série de jeux vidéo éponyme est inclus en plus de pouvoir utiliser l'avatar Xbox.
- Sur Wii, le jeu est vendu avec une Wii Wheel bleue aux couleurs de Sega et il est possible de jouer avec le Mii.
- Sur iPad, treize personnages sont comptés et le mode en ligne n'est pas disponible, bien qu'il possède tout de même un mode multijoueur jusqu'à quatre sans écran partagé.
- Sur Steam, il n'y a pas de mode en ligne.

### Modes de jeu
Le jeu comprend un mode solo, un mode multijoueur et un mode en ligne. Dans le mode solo, il y a le mode « Grand prix » dans lequel il y a 3 difficultés : débutant, confirmé et expert, ainsi que 6 coupes à faire. Il y a le mode « Missions » qui propose 64 missions différentes. Le mode « Contre la montre » pour enregistrer sa course fantôme et battre les records des amis du joueur, ainsi que le mode « Course simple » dans lequel il est possible de choisir le circuit voulu.

## Accueil

### Critiques
Le site de compilations de critiques Metacritic décerne des moyennes de 77/100 pour la version PlayStation 3, de 75/100 pour l'édition Xbox 360 et de 78/100 pour les versions Wii et Nintendo DS, calculées respectivement sur quarante-quatre, soixante, vingt-et-un et vingt critiques,,,.